# Koloman Gögh
Koloman Gögh   (Kladno, 7 de gener de 1948 - Gattendorf, 11 de novembre de 1995), en hongarès Gőgh Kálmán, fou un futbolista txecoslovac de la dècada de 1970.
Va néixer a Kladno a la República Txeca, però de petit marxà al poble de Kolárovo (Eslovàquia), de majoria hongaresa.
Fou 55 cops internacional amb la selecció txecoslovaca, amb la que fou campió al Campionat d'Europa de 1976.
Pel que fa a clubs, defensà els colors de Š.K. Slovan Bratislava, VÖEST Linz i DAC Dunajská Streda.
Va morir en un accident de cotxe. El camp del FK Kolárovo duu el seu nom, Štadión Kolomana Gögha.

## Referències

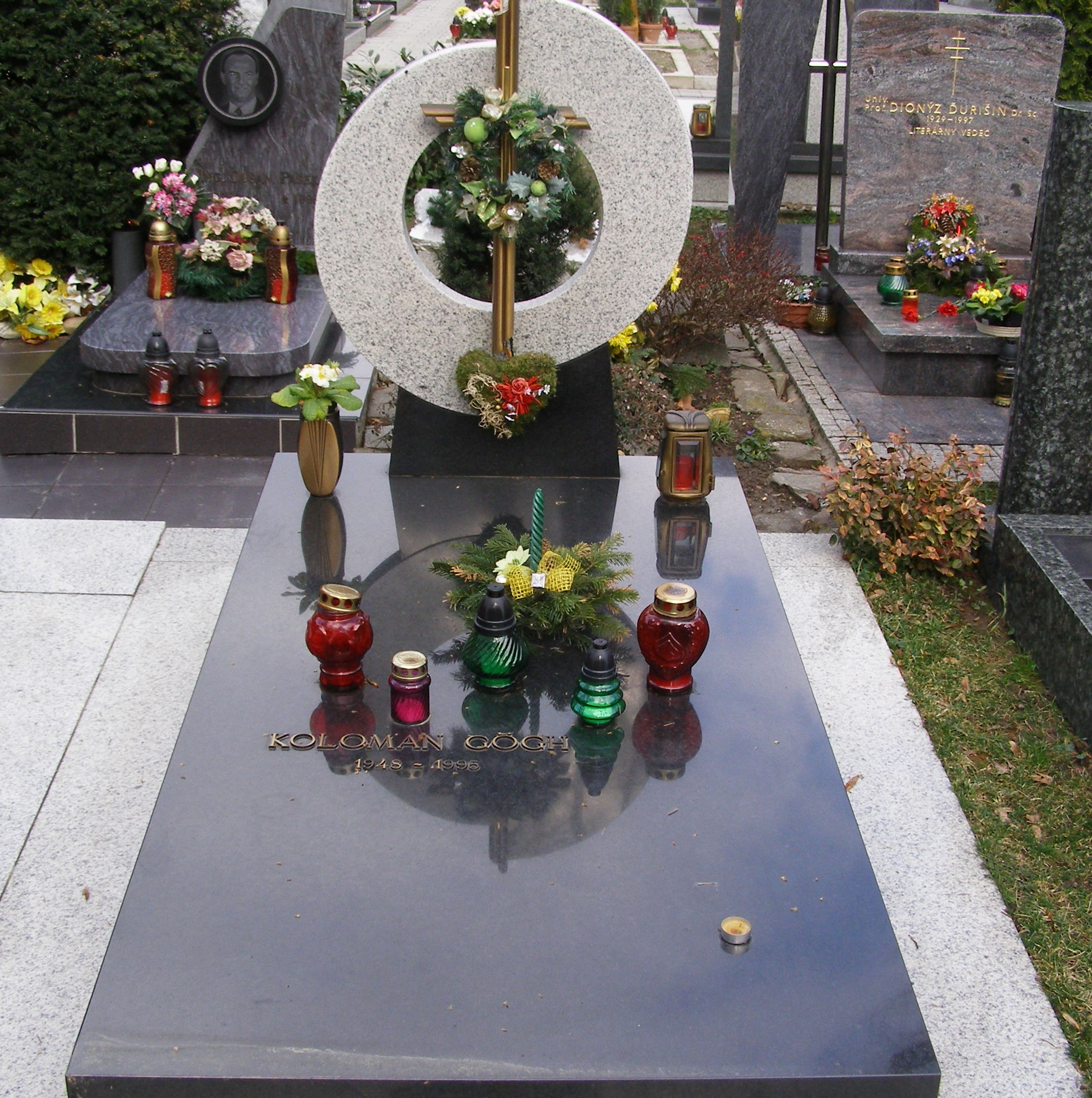
Tomba de Koloman Gögh.